# Roberto Firmino
Roberto Firmino Barbosa de Oliveira (sinh ngày 2 tháng 10 năm 1991) là một cầu thủ bóng đá chuyên nghiệp người Brasil hiện đang thi đấu ở vị trí tiền đạo hoặc tiền vệ tấn công cho câu lạc bộ Qatar Stars League Al Sadd.
Sau khi bắt đầu sự nghiệp với Figueirense năm 2009, anh trải qua bốn mùa rưỡi tại 1899 Hoffenheim. 16 bàn thắng của anh sau 33 trận ở mùa giải Bundesliga 2013–14 đã giúp anh giành được giải thưởng Cầu thủ đột phá của giải đấu. Tháng 7 năm 2015, anh ký hợp đồng với Liverpool, nơi anh nhận được nhiều lời khen ngợi về khả năng sáng tạo, khả năng ghi bàn và tốc độ thi đấu của mình, với huấn luyện viên Jürgen Klopp gọi Firmino là "động cơ" thúc đẩy hệ thống tấn công của câu lạc bộ. Trong mùa giải 2018–19, anh đã giành chức vô địch UEFA Champions League và mùa giải tiếp theo đã giành được UEFA Super Cup, FIFA Club World Cup sau khi ghi bàn quyết định trong trận chung kết và chức vô địch Premier League 2019–20. Anh cũng đã giành được FA Cup và EFL Cup với Liverpool.
Firmino có trận ra mắt quốc tế cho Brazil vào tháng 11 năm 2014. Anh đại diện cho quốc gia tại các kỳ Copa América 2015, 2019 và 2021, cũng như FIFA World Cup 2018.

## Sự nghiệp câu lạc bộ

### Sự nghiệp ban đầu
Firmino chuyển từ Figueirense đến 1899 Hoffenheim vào tháng 12 năm 2010, ký kết hợp đồng sơ bộ đến tháng 6 năm 2015. Anh chính thức ký hợp đồng với 1899 Hoffenheim vào ngày 1 tháng 1 năm 2011. Anh bị đẩy từ đội hình chính vào tháng 11 năm 2011 xuống đội trẻ để đào tạo.
Ngày 27 tháng 3 năm 2014, Firmino đã ký một hợp đồng ba năm với 1899 Hoffenheim.
Firmino hoàn thành mùa giải Bundesliga 2013–14 với tư cách là cầu thủ ghi bàn thứ tư với 16 bàn thắng và là tác giả kiến tạo thứ hai với 12 đường chuyền trong các giải đấu.

### Hoffenheim
Anh ký hợp đồng có thời hạn 5 năm với TSG 1899 Hoffenheim,anh có lần đâu ra sân cho câu lạc bộ trong trận thua trước 1. FSV Mainz 05,Anh ghi bàn thắng đầu tiên cho câu lạc bộ vào ngày 16 tháng 4 trong chiến thắng trước Eintracht Frankfurt,anh kết thúc mùa giải Bundesliga 2013-14 với 16 bàn thắng

### Liverpool
Vào ngày 23 tháng 6 năm 2015,Firmino đã đồng ý ký hợp đồng với Liverpool F.C. với mức phí chuyển nhượng lên đến 29 triệu euro.Firmino ra mắt Liverpool trong trận giao hữu trước mùa giải trên sân khách trước Swindon Town.Anh ra sân lần đầu tại Ngoại hạng Anh trong chiến thắng 1–0 trước Stoke City.Vào ngày 21 tháng 11, Firmino ghi bàn thắng đầu tiên cho Liverpool trong chiến thắng 4–1 trước Manchester City.
Anh cùng Liverpool tiến thẳng vào trận chung kết UEFA Champions League 2017–18.Ở trận chung kết anh chơi trọn vẹn 90 phút và nhận thất bại chung cuộc 3-1 trước Real Marid.Anh cùng Liverpool vô địch UEFA Champions League 2018–19
Vào ngày 14 tháng 8 năm 2019.Anh cùng Liverpool dành được danh hiệu UEFA Super Cup 2019,sau khi chiến thắng với tỷ số 5-4 trước Chelsea trên loạt đá luân lưu.Vào ngày 31 tháng 8 năm 2019, Firmino trở thành cầu thủ Brazil đầu tiên ghi được 50 bàn thắng tại Premier League sau khi anh ghi bàn thắng thứ 3 trong chiến thắng 3-0 trước Burnley.
Tại FIFA Club World Cup 2019 vào tháng 12.Firmino đã ghi bàn thắng quyết định trong chiến thắng 2-1 trước Monterrey ở bán kết.Trong trận chung kết,anh tiếp tục là người ghi bàn thắng quyết định giúp Liverpool lần đầu tiên lên ngôi vô địch ở giải đấu này
Vào ngày 16 tháng 10 năm 2021, Firmino ghi hat-trick thứ hai cho Liverpool trong chiến thắng 5–0 trước Watford.

### Al-Ahli
Tháng 7 năm 2023, câu lạc bộ Al-Ahli của Ả Rập Xê Út thông báo chiêu mộ được cầu thủ Roberto Firmino với bản hợp đồng tới năm 2026.

## Sự nghiệp quốc tế

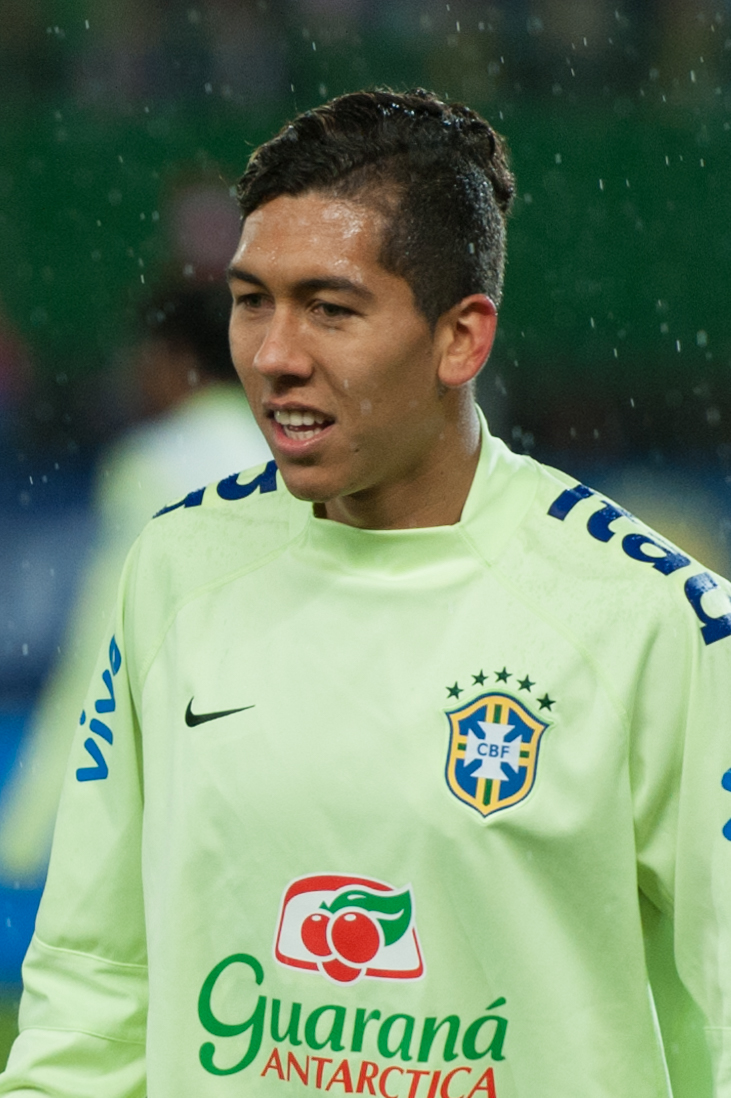
Firmino tập luyện cùng Brasil năm 2014.

Ngày 23 tháng 10 năm 2014, Firmino được gọi lần đầu tiên lên đội tuyển quốc gia Brazil cho trận đấu giao hữu với Thổ Nhĩ Kỳ và Áo.
Tại World Cup 2018 diễn ra tại Nga, anh có được một bàn thắng trong trận thắng 2-0 trước México ở vòng 16 đội.

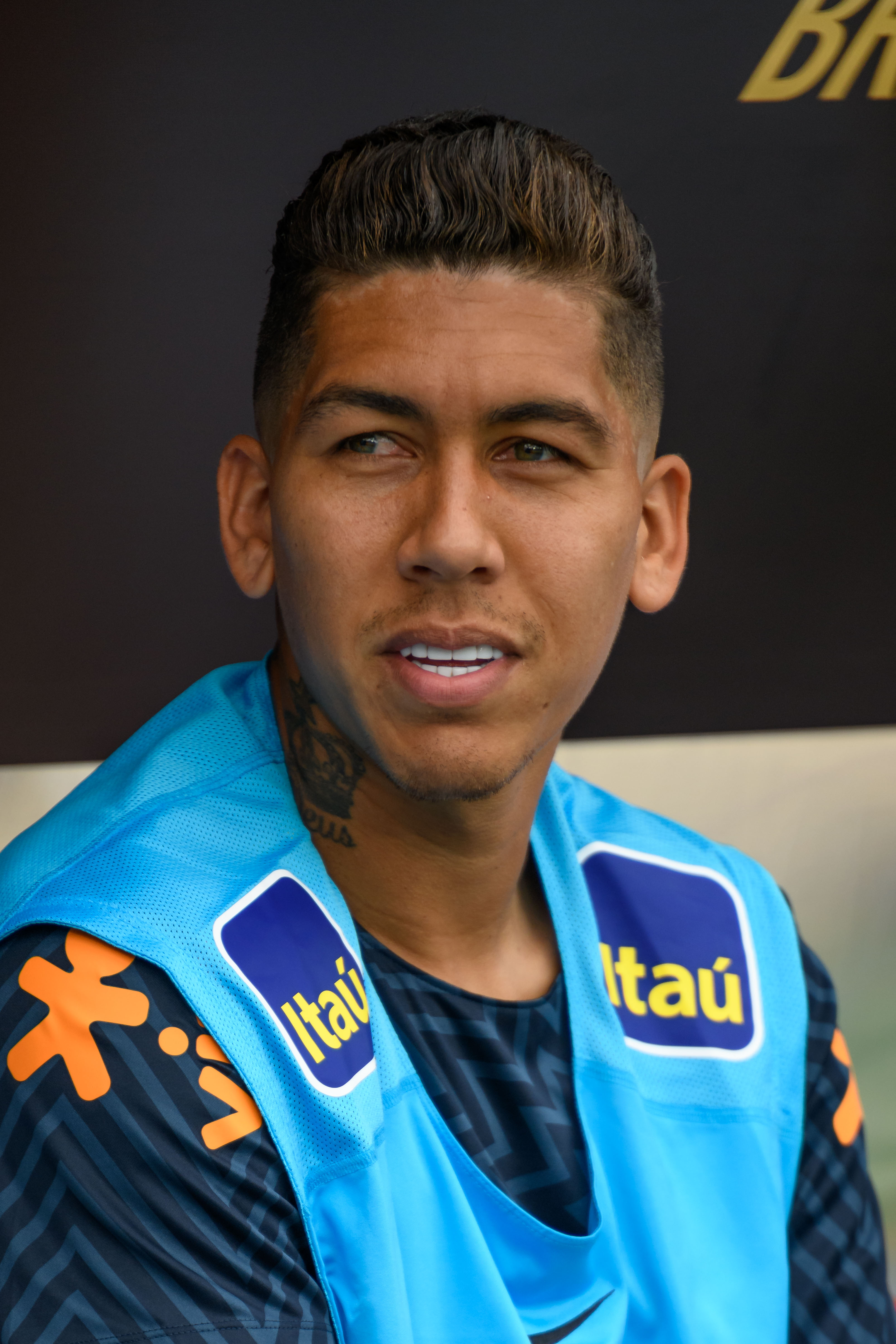
Firmino trong màu áo Brasil năm 2018

Vào tháng 5 năm 2019, Firmino có tên trong danh sách 23 cầu thủ của Brazil tham dự Copa América 2019. Firmino đã chơi trọn vẹn 90 phút của trận chung kết qua đó giúp Brazil giành chiến thắng 3–1 để nâng danh hiệu Copa América thứ chín của họ.
Vào tháng 6 năm 2021, anh có tên trong danh sách đội tuyển Brazil tham dự Copa América 2021 trên sân nhà.Anh cùng các đồng đội tiến vào trận chung kết và để thua Argentina với tỷ số 1-0

## Đời tư
Firmino kết hôn với Larissa Pereira tại quê nhà vào tháng 6 năm 2017. Họ có với nhau hai cô con gái.
Tháng 12/2016, Firmino bị bắt vì tội lái xe khi say rượu. Anh bị phạt 20.000 bảng và bị thu hồi giấy phép lái xe trong một năm.

## Thống kê sự nghiệp

### Câu lạc bộ
Tính đến 3 tháng 5 năm 2025
| Câu lạc bộ          | Mùa giải            | Giải đấu            | Giải đấu | Giải đấu | Cúp quốc gia | Cúp quốc gia | Cúp liên đoàn | Cúp liên đoàn | Châu lục | Châu lục | Khác | Khác | Tổng cộng | Tổng cộng |
| Câu lạc bộ          | Mùa giải            | Hạng đấu            | Trận     | Bàn      | Trận         | Bàn          | Trận          | Bàn           | Trận     | Bàn      | Trận | Bàn  | Trận      | Bàn       |
| ------------------- | ------------------- | ------------------- | -------- | -------- | ------------ | ------------ | ------------- | ------------- | -------- | -------- | ---- | ---- | --------- | --------- |
| Figueirense         | 2009                | Série B             | 2        | 0        | 0            | 0            | —             | —             | —        | —        |      |      | 2         | 0         |
| Figueirense         | 2010                | Série B             | 36       | 8        | 0            | 0            | —             | —             | —        | —        |      |      | 36        | 8         |
| Figueirense         | Tổng cộng           | Tổng cộng           | 38       | 8        | 0            | 0            | —             | —             | —        | —        |      |      | 38        | 8         |
| TSG Hoffenheim      | 2010–11             | Bundesliga          | 11       | 3        | —            | —            | —             | —             | —        | —        | —    | —    | 11        | 3         |
| TSG Hoffenheim      | 2011–12             | Bundesliga          | 30       | 7        | 3            | 0            | —             | —             | —        | —        | —    | —    | 33        | 7         |
| TSG Hoffenheim      | 2012–13             | Bundesliga          | 33       | 5        | 1            | 0            | —             | —             | —        | —        | 2    | 2    | 36        | 7         |
| TSG Hoffenheim      | 2013–14             | Bundesliga          | 33       | 16       | 4            | 6            | —             | —             | —        | —        | —    | —    | 37        | 22        |
| TSG Hoffenheim      | 2014–15             | Bundesliga          | 33       | 7        | 3            | 3            | —             | —             | —        | —        | —    | —    | 36        | 10        |
| TSG Hoffenheim      | Total               | Total               | 140      | 38       | 11           | 9            | —             | —             | —        | —        | 2    | 2    | 153       | 49        |
| Liverpool           | 2015–16             | Premier League      | 31       | 10       | 0            | 0            | 5             | 0             | 13       | 1        | —    | —    | 49        | 11        |
| Liverpool           | 2016–17             | Premier League      | 35       | 11       | 2            | 0            | 4             | 1             | —        | —        | —    | —    | 41        | 12        |
| Liverpool           | 2017–18             | Premier League      | 37       | 15       | 2            | 1            | 0             | 0             | 15       | 11       | —    | —    | 54        | 27        |
| Liverpool           | 2018–19             | Premier League      | 34       | 12       | 1            | 0            | 1             | 0             | 12       | 4        | —    | —    | 48        | 16        |
| Liverpool           | 2019–20             | Premier League      | 38       | 9        | 2            | 0            | 0             | 0             | 8        | 1        | 4    | 2    | 52        | 12        |
| Liverpool           | 2020–21             | Premier League      | 36       | 9        | 2            | 0            | 0             | 0             | 9        | 0        | 1    | 0    | 48        | 9         |
| Liverpool           | 2021–22             | Premier League      | 20       | 5        | 5            | 1            | 3             | 0             | 7        | 5        | —    | —    | 35        | 11        |
| Liverpool           | 2022–23             | Premier League      | 25       | 11       | 0            | 0            | 1             | 0             | 8        | 2        | 1    | 0    | 35        | 13        |
| Liverpool           | Tổng cộng           | Tổng cộng           | 256      | 82       | 14           | 2            | 14            | 1             | 72       | 24       | 6    | 2    | 362       | 111       |
| Al-Ahli             | 2023–24             | Saudi Pro League    | 32       | 9        | 2            | 0            | —             | —             | —        | —        | —    | —    | 34        | 9         |
| Al-Ahli             | 2024–25             | Saudi Pro League    | 17       | 5        | 1            | 0            | —             | —             | 12       | 6        | 1    | 1    | 31        | 12        |
| Al-Ahli             | Tổng cộng           | Tổng cộng           | 49       | 14       | 3            | 0            | —             | —             | 12       | 6        | 1    | 1    | 65        | 21        |
| Tổng cộng sự nghiệp | Tổng cộng sự nghiệp | Tổng cộng sự nghiệp | 483      | 142      | 28           | 11           | 14            | 1             | 84       | 30       | 9    | 5    | 618       | 189       |

1. ↑  Bao gồm DFB-Pokal, FA Cup, King's Cup
2. ↑  Bao gồm EFL Cup
3. ↑  Số lần ra sân tại Bundesliga play-offs xuống hạng
4. ↑  Số lần ra sân tại UEFA Europa League
5. 1 2 3 4 5 6  Số lần ra sân tại UEFA Champions League
6. ↑  Một lần ra sân tại FA Community Shield, một lần ra sân tại UEFA Super Cup, hai lần ra sân và hai bàn thắng tại FIFA Club World Cup
7. 1 2  Ra sân tại FA Community Shield
8. ↑  Số lần ra sân tại AFC Champions League Elite
9. ↑  Ra sân tại Saudi Super Cup

### Quốc tế
Tính đến 10 tháng 7 năm 2021
| Đội tuyển quốc gia | Năm       | Trận | Bàn |
| ------------------ | --------- | ---- | --- |
| Brasil             | 2014      | 2    | 1   |
| Brasil             | 2015      | 10   | 4   |
| Brasil             | 2016      | 1    | 0   |
| Brasil             | 2017      | 5    | 0   |
| Brasil             | 2018      | 11   | 3   |
| Brasil             | 2019      | 15   | 5   |
| Brasil             | 2020      | 4    | 3   |
| Brasil             | 2021      | 7    | 1   |
| Tổng cộng          | Tổng cộng | 55   | 17  |

### Bàn thắng cho đội tuyển quốc gia
Bàn thắng và kết quả của Brasil được để trước:
| #  | Ngày                 | Địa điểm                                                    | Đối thủ   | Bàn thắng | Kết quả | Giải đấu                 |
| -- | -------------------- | ----------------------------------------------------------- | --------- | --------- | ------- | ------------------------ |
| 1. | 18 tháng 11 năm 2014 | Sân vận động Ernst Happel, Viên, Áo                         | Áo        | 2–1       | 2–1     | Giao hữu                 |
| 2. | 29 tháng 3 năm 2015  | Sân vận động Emirates, Luân Đôn, Anh                        | Chile     | 1–0       | 1–0     | Giao hữu                 |
| 3. | 10 tháng 6 năm 2015  | Sân vận động Beira-Rio, Porto Alegre, Brasil                | Honduras  | 1–0       | 1–0     | Giao hữu                 |
| 4. | 21 tháng 6 năm 2015  | Sân vận động tượng đài David Arellano, Santiago, Chile      | Venezuela | 2–0       | 2–1     | Copa América 2015        |
| 5  | 6 tháng 10 năm 2016  | Arena das Dunas, Natal, Brasil                              | Bolivia   | 5–0       | 5–0     | Vòng loại World Cup 2018 |
| 6  | 3 tháng 6 năm 2018   | Anfield, Liverpool, Anh                                     | Croatia   | 2–0       | 2–0     | Giao hữu                 |
| 7  | 2 tháng 7 năm 2018   | Cosmos Arena, Samara, Nga                                   | México    | 2–0       | 2–0     | World Cup 2018           |
| 8  | 7 tháng 9 năm 2018   | Sân vận động MetLife, East Rutherford, New Jersey, Hoa Kỳ   | Hoa Kỳ    | 1–0       | 2–0     | Brasil Global Tour 2018  |
| 9  | 26 tháng 3 năm 2019  | Sân vận động Sinobo, Prague, Cộng hòa Séc                   | Séc       | 1–1       | 3–1     | Brasil Global Tour 2019  |
| 10 | 9 tháng 6 năm 2019   | Sân vận động Beira-Rio, Porto Alegre, Brasil                | Honduras  | 6–0       | 7–0     | Brasil Global Tour 2019  |
| 11 | 22 tháng 6 năm 2019  | Arena Corinthians, São Paulo, Brasil                        | Perú      | 2–0       | 5–0     | Copa América 2019        |
| 12 | 2 tháng 7 năm 2019   | Sân vận động Mineirão, Belo Horizonte, Brasil               | Argentina | 2–0       | 2–0     | Copa América 2019        |
| 13 | 10 tháng 10 năm 2019 | Sân vận động Quốc gia, Kallang, Singapore                   | Sénégal   | 1–0       | 1–1     | Brasil Global Tour 2019  |
| 14 | 9 tháng 10 năm 2020  | Arena Corinthians, São Paulo, Brasil                        | Bolivia   | 2–0       | 5–0     | Vòng loại World Cup 2022 |
| 15 | 9 tháng 10 năm 2020  | Arena Corinthians, São Paulo, Brasil                        | Bolivia   | 3–0       | 5–0     | Vòng loại World Cup 2022 |
| 16 | 13 tháng 11 năm 2020 | Sân vận động Morumbi, São Paulo, Brasil                     | Venezuela | 1–0       | 1–0     | Vòng loại World Cup 2022 |
| 17 | 23 tháng 6 năm 2021  | Sân vận động Olímpico Nilton Santos, Rio de Janeiro, Brasil | Colombia  | 1–0       | 2–0     | Copa América 2021        |

## Danh hiệu
Liverpool
- Premier League: 2019–20
- FA Cup: 2021–22
- EFL Cup: 2021–22
- FA Community Shield: 2022
- UEFA Champions League: 2018–19
- UEFA Super Cup: 2019
- FIFA Club World Cup: 2019

Al-Ahli
- AFC Champions League Elite: 2024–25

Brazil
- Copa América: 2019

Cá nhân
- Tiền vệ hay nhất Bundesliga của mùa giải 2013–14[32]